# پادشاه جادوگر آنگمار
پادشاه جادوگر آنگمار (به انگلیسی: Witch-king of Angmar)، همچنین به عنوان ارباب نزگول‌ها‌ و سوار سیاه نیز شناخته می‌شود، شخصیتی آنتاگونیست در رشته‌افسانه‌های تالکین سرزمین میانی در نوشته‌های جان رونالد روئل تالکین است. او در سری رمان‌های خیال‌پردازی حماسی ارباب حلقه‌ها حضور دارد که به عنوان رئیس نزگول‌ها (بندگان ارباب تاریکی سائورون) به‌شمار می‌رود. نام او را می‌توان در هر یک از نوشته‌های تالکین دید.

## داستان
در دوران دوم سائورون ارباب تاریکی هفت حلقه به اربابان دورف‌ها سه حلقه به اِلف‌ها و نه حلقه به پادشاهان انسان‌ها هدیه داد که آن‌ها را تا ابد جاودان نگاه می‌داشت ولی طمع شاهان باعث شد که آن‌ها رفته رفته جاه و مقام خود را از دست بدهند غافل از اینکه سائورون حلقه‌ای قدرتمند تر از تمام حلقه‌ها برای خود در اعماق کوه نابودی ساخته‌است. در نهایت هر نه پادشاه محکوم شدند تا ابد به عنوان برده‌های سائورون خدمت کنند. در طول هزاران سال آن‌ها شکل انسانی خود را از دست دادند. آن‌ها همواره شنلی سیاه می‌پوشند و صورتشان قابل دیدن نیست هرچند گاهی اوقات چشمهای قرمز رنگشان در تاریکی شب مشخص می‌شود. از میان این نه نزگول یکی از همه پلیدتر و پادشاه آنان بود که با عنوان پادشاه جادوگر (به انگلیسی: witch king) شناخته می‌شد. پس از شکست سائورون توسط انسان‌ها و الف‌ها پادشاه جادوگر همراه با هشت نزگول دیگر به‌طور کامل نابود شدند.

### آنگمار
آنگمار (به زبان اِلفی «سینداری»، خانه آهن) از ترکیب دو کلمه آنگ (آهن) + مار (خانه)، یک پادشاهی افسانه‌ای در سرزمین میانه است که در سال ۱۳۰۰ دوران سوم توسط سرکرده اشباح حلقه، پادشاه جادوگر آنگمار ایجاد شد. در سال ۱۴۰۹ د. س، پادشاه جادوگر به آرتداین یورش برد و آرولگ اول (پسر آرگلب اول) با وجود بهره‌مندی از کمک کاردولان و الف‌های لیندون در نبرد ودرتاپ از پای درآمد و حتی برج آمون سول با خاک یکسان و به آتش کشیده شد.

### به دنبال حلقه
پس از اعترافات گالوم زیر شکنجه‌های سائورون، پادشاه جادوگر برای اطلاع از محل فعلی منطقه شایر، به دستور سائورون برای جستجوی حلقه شهر مقر حکومتش میناس مورگول را به همراه هشت تن دیگر ترک کرد.
پادشاه جادوگر با توجه به اولین اعتراف گالوم مبنی بر زندگی، تیره‌ای از هابیت‌ها به نام استورها در حاشیه دشت‌های گلادن در دشت‌های غربی رود آندوین، ابتدا راه رودخانه آندوین را در پیش گرفت ولی هابیت‌ها را نیافت.
با این حال به دستور سائورون راهی دیل و اره بور شد اما پادشاه دورف‌ها، داین آهنین پا که بیلبو بگینز را می‌شناخت و از طرفی بر بی وفایی سائورون واقف بود (سائورون که فهمیده بود بیلبو بگینز قبلاً از اعضای گروه تورین سپربلوط بوده که در غار گابلین کبیر گرفتار شده بودند و او به درون غار گالوم سقوط کرده و آن جا حلقه را پیدا کرده‌است، وعده کرده بود اگر دورف‌ها جای بیلبو را بگویند، به عنوان پاداش آخرین حلقه دورف‌ها را به ایشان پس خواهد فرستاد و قلمرو موریا به دورف‌ها تعلق خواهد گرفت) به وی جوابی نداد.
پادشاه آدم‌های دیل، براند هم از جواب دادن به او طفره رفت. پس او بدون داشتن پاسخی به موردور بازگشت و سائورون تصمیم گرفت که مفهوم کلماتی را که گالوم زیر شکنجه به زبان آورده بود (شایر و بگینز) از متحد جدیدش سارومان، جویا شود. پس دوباره پادشاه جادوگر را به نزد سارومان در آیزنگارد فرستاد تا پی به مکان دقیق شایر ببرد و سرانجام از طریق او فهمیدند شایر در غرب خطه میانی قراردارد. او در نهایت روی ودرتاپ، فرودو را در حالی که او و سه دوست هابیتش در کوهی آتش روشن کرده بودند پیدا کرد و در همان‌جا بود که فرودو حلقه را به انگشت کرد و به وسیله تیغ مورگول زخمی شد. اما آراگورن او و سه هابیت را از دست ایشان فراری داد.
بر خلاف فیلم یاران حلقه که نشان داده شده بود آروِن فرودو را به نزد الروند در ریوندل برده، در متن صحیح کتاب نوشته شده نجیب‌زاده‌ای الف به نام گلورفیندل که از غرب به ریوندل برای مشاورت با الروند آمده بود آن‌ها را پیدا کرد و هنگامی که نزگول برای دستگر کردن فرودو به آنان حمله کرد گلورفیندل فرودو را بر ترک اسبش نشاند و بدون آنکه سوارش شود به اسب فرمان داد تا ریوندل بی توقف بتازد.
در آن هنگام که فرودو از دست نزگول در حال فرار بود جامه واقعی ایشان آشکار شد که در واقع جامه‌ای بود نقره‌ای درست همانند تاجشان که از جنس نقره بود. پس از عبور فرودو از رودخانه بروآینن وی که نزدیک بود بر اثر زخمی که پادشاه جادوگر به او زد مغلوب شود، الروند و گندالف باعث طغیان رودخانه و غرق شدن نزگول در آب برای مدتی کوتاه شدند.

### مرگ

پادشاه جادوگر در فیلم ارباب حلقه‌ها: بازگشت پادشاه

پادشاه جادوگر آنگمار در فیلم ارباب حلقه‌ها: بازگشت پادشاه با شنلی سیاه، مانند گذشته بود اما تاجی خاص برسر داشت که او را از دیگر نزگول‌ها جدا می‌کرد. او در نهایت در جنگ علیه گاندور بدست زنی به نام ائووین (از خویشان نزدیک تئودن پادشاه روهان) که برای دفاع از جسد تئودن با او رو در رو شده بود و با کمک مریادوک برندی باک که خنجری را به کشکک زانوی او زد و به این وسیله جادوی محافظ او را از بین برد کشته شد.

### در هابیت
پادشاه جادوگر در فیلم هابیت (داستان پیش از ارباب حلقه‌ها) نیز به عنوان پادشاه آنگمار که با هشت پادشاه دیگر در گوری تاریک دفن شده بود ظاهر شد. او در این فیلم ظاهرش مانند فیلم بازگشت پادشاه نبود بلکه به صورت روحی پلید سپید رنگ که به وسیلهٔ احضارکننده ارواح برای خدمت به سائورون احضار شده بود به تصویر درآمد.

پادشاه جادوگر در فیلم هابیت با ظاهر روح مانند